# European Physical Journal
No confundir con European Journal of Physics
European Physical Journal o The European Physical Journal (abreviatura: EPJ) es una revista científica, revisada por pares, que incluye artículos sobre las diferentes áreas de la física. Está editada conjuntamente por EDP Sciences, Springer y la Società Italiana di Fisica. 
Surgió en 1998 como fusión y continuación de varias revistas de física de varios países (Acta Physica Hungarica, Anales de Física, Checoslovaquia Journal of Physics, Il Nuovo Cimento, Journal de Physique, Physica Portugalia y Zeitschrift für Physik. La revista se publica en varias secciones, que abarcan todas las áreas de la Física pura y aplicada, así como campos interdisciplinares.

## Historia
Desde el momento de su creación en 1845, la Physical Society of Berlin (Physikalische Gesellschaft zu Berlin) publicaba las revistas Fortschritte der Physik y Verhandlungen, pero en 1919, Verhandlungen se había vuelto demasiado voluminosa, por lo que se constituyó un comité compuesto por Albert Einstein, Eugene Goldstein, Fritz Haber, Eugene Jahnke, Karl Scheel y Wilhelm Westphal para estudiar el asunto. El comité recomendó que se estableciera una nueva revista, Zeitschrift für Physik, para artículos originales de investigación física. Comenzó a publicarse en 1920 . 
En el año 1975, se fusionó con Physics of Condensed Matter (ISSN 0340-2347). Zeitschrift für Physik fue publicada como una revista de cuatro partes desde 1920 hasta 1997 por Springer-Verlag, bajo los auspicios de la Deutsche Physikalische Gesellschaft. Durante el siglo XX, fue considerada una de las más prestigiosas revistas de física.
A finales de 1990, Springer y EDP Sciences decidieron fusionar Zeitschrift für Physik y Journal de Physique. Con la adición de Il Nuovo Cimento de la Società Italiana di Fisica, European Physical Journal comenzó su publicación en enero de 1998. Ahora EPJ es una fusión y continuación de las siguientes revistas europeas: Acta Physica Hungarica, Anales de Física, Czechoslovak Journal of Physics, Il Nuovo Cimento, Journal de Physique, Portugaliae Physica y Zeitschrift für Physik.

## Inicio de publicación y editores
Cada sección de la revista posee sus propios editores, comportándose como publicaciones independientes.
En la tabla inferior figuran el mes y año en que comenzó a publicarse cada sección, así como los nombres de los redactores jefe.
| Serie                                                                        | Inicio         | Editor/es                                |
| ---------------------------------------------------------------------------- | -------------- | ---------------------------------------- |
| European Physical Journal A: Hadrons and Nuclei                              | Enero-1998     | E. de Sanctis y U.-G. Meißner            |
| European Physical Journal B: Condensed Matter and Complex Systems            | Enero-1998     | L. Colombo; A. Loidl; F. Schweitzer      |
| European Physical Journal C: Particles and Fields                            | Enero-1998     | S. Bethke; G. Weiglein                   |
| European Physical Journal D: Atomic, Molecular, Optical and Plasma Physics   | Enero-1998     | K. Becker; C. Fabre; N. Mason            |
| European Physical Journal E: Soft Matter and Biological Physics              | Enero-2000     | J.-M. Di Meglio; D. Frenkel; F. Jülicher |
| European Physical Journal H: Historical Perspectives on Contemporary Physics | Julio-2010     | W. Beiglböck                             |
| European Physical Journal ST: Special Topics                                 | Enero-2007     |                                          |
| European Physical Journal AP: Applied Physics                                | Noviembre-1999 | B. Drévillon                             |
| European Physical Journal Plus                                               | 2011           | Luisa Cifarelli                          |
| European Physical Journal Web of Conferences                                 | 2009           |                                          |

## Series de la revista y temas tratados
European Physical Journal se publica en las siguientes series o secciones, cada una de las cuales cubre un área de la física. Se adjunta el factor de impacto de cada una de ellas:
| Serie                                                                        | Temas                                                  | Factor de impacto |
| ---------------------------------------------------------------------------- | ------------------------------------------------------ | ----------------- |
| European Physical Journal A: Hadrons and Nuclei                              | Hadrones y Núcleos                                     | 1,968 (2009)      |
| European Physical Journal B: Condensed Matter and Complex Systems            | Materia Condensada y Sistemas Complejos                | 1,466 (2009)      |
| European Physical Journal C: Particles and Fields                            | Partículas y Campos                                    | 2,746 (2009)      |
| European Physical Journal D: Atomic, Molecular, Optical and Plasma Physics   | Física Atómica, Molecular, Ópticas y Física del plasma | 1,42 (2009)       |
| European Physical Journal E: Soft Matter and Biological Physics              | Materia Blanda y Física Biológica                      | 2,019 (2009)      |
| European Physical Journal H: Historical Perspectives on Contemporary Physics | Perspectivas históricas sobre la física moderna        |                   |
| European Physical Journal ST: Special Topics                                 | Temas Especiales                                       | 0,84 (2009)       |
| European Physical Journal AP: Applied Physics                                | Física Aplicada                                        |                   |
| European Physical Journal Plus                                               | Variados                                               |                   |
| European Physical Journal Web of Conferences                                 | Conferencias, congresos... (web)                       | 1,968 (2009)      |